# Zawi ibn Ziri
Zawi ibn Ziri ibn Manad as-Sanhají (àrab: زاوي بن زيري بن مناد الصنهاجي, Zāwī b. Zīrī b. Manād aṣ-Sanhājī) fou un cap amazic, fundador de la taifa de Granada quan es va desmembrar el califat omeia de Còrdova, al primer quart del segle xi.
Pertanyia a la tribu Talkara del grup sanhaja. Zawi i alguns parents, especialment dos fills del seu germà Màksan, eren destacades personalitats a Africa del nord, i foren convidats pel hàjib amírida Abd-al-Màlik al-Mudhàffar a unir-se a ell en les seves campanyes contra els cristians; a Còrdova hi havia reserves sobre Zawi que era considerat massa llest, pèrfid i provocador de conflictes. A la caiguda dels amírides i l'esclat de la guerra civil, anava a tornar a Àfrica; es diu que no ho va fer perquè els habitants de Medina Elvira (Granada) van demanar la seva protecció i hauria acceptat. Els homes de Zawi van tenir un paper clau i el novembre del 1008 van posar al tron a Sulayman al-Mustain. Els amazics van forçar un repartiment de les províncies del sud de l'Àndalus entre ells i Elvira fou reconeguda a Zawi i segurament fou llavors quan va agafar el poder allí sense cap participació de la població. Sulayman va perdre el poder (1010) però el va recuperar el 1013; sembla que llavors Zawi ja dominava Granada i Sulayman ho va haver d'acceptar com a fet consumat. Conscient de l'hostilitat de les poblacions de les ciutats de l'Àndalus contra els amazics, Zawi va decidir traslladar la ciutat d'Elvira a una fortalesa de muntanya a Granada, més fàcil de defensar. El 1018 el califa Abd-ar-Rahman IV al-Murtada va atacar Granada i fou derrotat decisivament i rebutjat; l'amírida Khayran d'Almeria i l'emir de Saragossa al-Mundhir ibn Yahya van abandonar les files del califa omeia contribuint decisivament a la victòria de Zawi.
Però poc després l'emir decidia retornar a Àfrica, segurament a causa de l'hostilitat de les poblacions andalusines i potser per tenir aspiracions al tron de Kairuan, ocupat aleshores per un zírida, Xàraf-ad-Dawla al-Muïzz ibn Badis, que només tenia 8 anys, i era besnet de Bulugguín ibn Ziri, germà de Zawi. Va sortir per Almuñécar (al-Munakkab) el 1019 amb el consentiment de l'emir zírida d'Ifríqiya i de part de la cort que el veia com un valor segur per portar el govern del país durant la minoria. Però hi havia una facció que se li oposava i el va fer assassinar. Zawi va morir enverinat. Ibn Hayyan diu que va morir de pesta, però no dona la data, com tampoc la dona cap altre historiador, però no podia ser gaire lluny del 1020.